# 아달리무맙
아달리무맙(adalimumab)은 류마티스 관절염, 건선성 관절염, 강직성 척추염, 크론병, 궤양성 대장염, 판상건선, 화농성 한선염, 포도막염, 소아 특발성 관절염 등의 치료에 이용되는 단클론 항체이다. 피하 주사로 투여한다. 휴미라(Humira) 등의 상품명으로 판매된다.
아달리무맙은 항류마티스제(DMARD)이며 종양괴사인자 알파(TNFα)를 억제하여 작용하는 TNF 억제제의 일종이다. 흔한 부작용에는 상기도 감염, 주사 부위의 통증, 발진, 두통이 있다. 다른 비교적 드문 부작용에는 중증 감염, 암, 아나필락시스, B형 간염의 재활성화, 다발성 경화증, 심부전, 간부전, 재생불량성 빈혈 등이 있다. 임신 중 사용은 권고되지 않으나, 일부 문헌에서는 수유 중 사용은 안전하다고 기술하고 있다.
아달리무맙은 2002년 처음으로 미국에서 사용을 승인 받았다. 현재는 WHO 필수 의약품 목록에 수록되어 있다. 여러 가지 바이오시밀러 약제로도 이용 가능하다. 2020년 기준으로는 미국에서 200만 건 넘게 처방되어 가장 많이 처방된 약제 205위에 들었다.

## 의학적 사용
미국에서 아달리무맙의 적응증은 류마티스 관절염, 소아 특발성 관절염, 건선성 관절염, 강직성 척추염, 성인의 크론병, 소아의 크론병, 궤양성 대장염, 판상건선, 화농성 한선염, 포도막염으로 제시되어 있다.
EU에서의 적응증은 다음과 같다.
- 판상건선 - 피부에 빨갛고 비늘 같은 병변이 생기는 질환
- 건선성 관절염 - 피부에 빨갛고 비늘 같은 병변이 생기며, 관절염을 동반하는 질환
- 류마티스 관절염 - 관절에 염증을 일으키는 류마티스성 질환
- 축성 척추관절염 - 척추의 염증으로 인해 요통을 유발하는 질환. 강직성 척추염을 포함한다. 또한 X선 영상에서 질환이 보이지 않아도 명확한 염증 소견이 있을 시에도 처방할 수 있다.
- 다발성 소아 특발성 관절염과 활성 건염 관련 관절염( active enthesitis-related arthritis) - 두 질환 모두 관절에 염증을 일으키는 드문 질환이다.
- 크론병 - 창자에 염증을 일으키는 질환
- 궤양성 대장염 - 창자를 둘러싸는 벽에 염증과 궤양을 일으키는 질환
- 화농성 한선염 - 장기간에 걸쳐 발생하는 피부 질환으로 피부에 종기와 흉터가 난다.
- 비감염성 포도막염 - 안구의 흰자 아래층에 감염 이외의 원인으로 인해 발생하는 염증
- 공격적이며 진행성인 폐와 뼈의 만성 유육종증

### 류마티스 관절염
아달리무맙은 중등도에서 중증의 성인 류마티스 관절염에 사용하여 증상을 줄일 수 있다고 밝혀져 있다. 단독으로 쓰거나 다른 항류마티스제와 병용할 수 있다. 또한 4세 이상의 소아에서, 중등도에서 중증의 소아 특발성 관절염에도 효과가 있으며 치료용 약제로 권장된다. 2002년 이후 미국의 경우, 류마티스 관절염에서는 단독으로 쓰거나 메토트렉세이트 등의 약제와 병용하도록 권고된다. 효과는 메토트렉세이트와 비슷하고, 아달리무맙과 메토트렉세이트를 함께 썼을 때 메토트렉세이트 단독으로 사용했을 때보다 반응률이 두 배 가까이 올라간다.

### 강직성 척추염
아달리무맙은 성인의 강직성 척추염의 증상을 완화시킬 수 있으며, 치료용 약제로 승인되어 있다.

### 크론병
아달리무맙은 중등도에서 중증 크론병의 증상을 줄여줄 수 있다. 영국에서는 2009년부터 해당 적응증으로 사용이 승인되었다.

### 궤양성 대장염
아달리무맙은 궤양성 대장염에서 효과적이며 잘 듣는다고 알려져 있다. 미국 식품의약국(FDA)에서 성인의 중등도에서 중증 궤양성 대장염 치료용으로 승인되어 있다.

### 판상건선
중등도에서 중증의 만성 판상건선이 몸의 여러 부위에 존재하는 성인을 아달리무맙으로 치료할 수 있다고 밝혀져 있다. 중등도에서 중증의 건선이 있을 때 지속적인 투여와 간헐적인 투여 모두 효과적인 치료가 된다.

### 화농성 한선염
화농성 한선염은 피부가 접히는 부위인 엉덩이와 겨드랑이 등에 반복적으로 염증이 생겨 종기나 염증성 결절이 생기는 병이다. 아달리무맙은 2015년에 화농성 한선염 치료제로 승인을 받았다.

### 소아 특발성 관절염
4세 이상의 소아에서 발생한 중등도에서 중증의 소아 특발성 관절염에 대해 아달리무맙이 증상을 줄일 수 있다고 밝혀져 있다.

### 비감염성 포도막염
포도막염은 눈의 포도막에 발생한 염증으로, 아달리무맙은 감염으로 인한 경우가 아닌 포도막염의 치료에 사용할 수 있다.

## 부작용
아달리무맙이 결핵 등의 중증 감염 위험을 높인다는 강한 수준의 근거가 있으며, 다양한 암의 발생 위험도 증가된다고 보고된 바 있다. 그러나 이러한 관련성은 아달리무맙 자체의 문제가 아닌, 아달리무맙으로 치료하는 질환들로 인해 악성 종양 발생 위험이 증가되어 있는 점을 반영하는 것일 수 있다. 2018년의 체계적 문헌고찰 연구에서는 아달리무맙이나 다른 TNF 억제제로 치료 받은 만성 염증성 질환 환자들에서 그렇지 않은 사람들과 비교했을 때 암의 발생률이 증가하지 않는다고 밝혔다. 단, 비흑색종 피부암은 예외일 수 있다고 보고되었다.
심각한 간 손상, 탈수초 중추신경계 질환, 심부전이 드물게 보고되기도 하였다. FDA에서는 의사들에게 잠재적인 환자를 보다 신중히 선별하고 모니터링하도록 블랙박스 경고문을 남겼으며, 이 경고문은 아달리무맙과 다른 TNF 억제제의 라벨에 등재되었다. 아나필락시스나 다른 심각한 알레르기 반응도 발생 가능성이 있다.